# Article 11 de la Constitution belge
L'article 11 de la Constitution de la Belgique fait partie du titre II Des Belges et de leurs droits. Il garantit à tous les Belges la jouissance des droits et libertés qui leur sont reconnus, sans discrimination aucune.
Il date de la première réforme de l'État et était à l'origine — sous l'ancienne numérotation — l'article 6bis.

## Texte de l'article actuel
« La jouissance des droits et libertés reconnus aux Belges doit être assurée sans discrimination. À cette fin, la loi et le décret garantissent notamment les droits et libertés des minorités idéologiques et philosophiques. ».